# علم التعمية

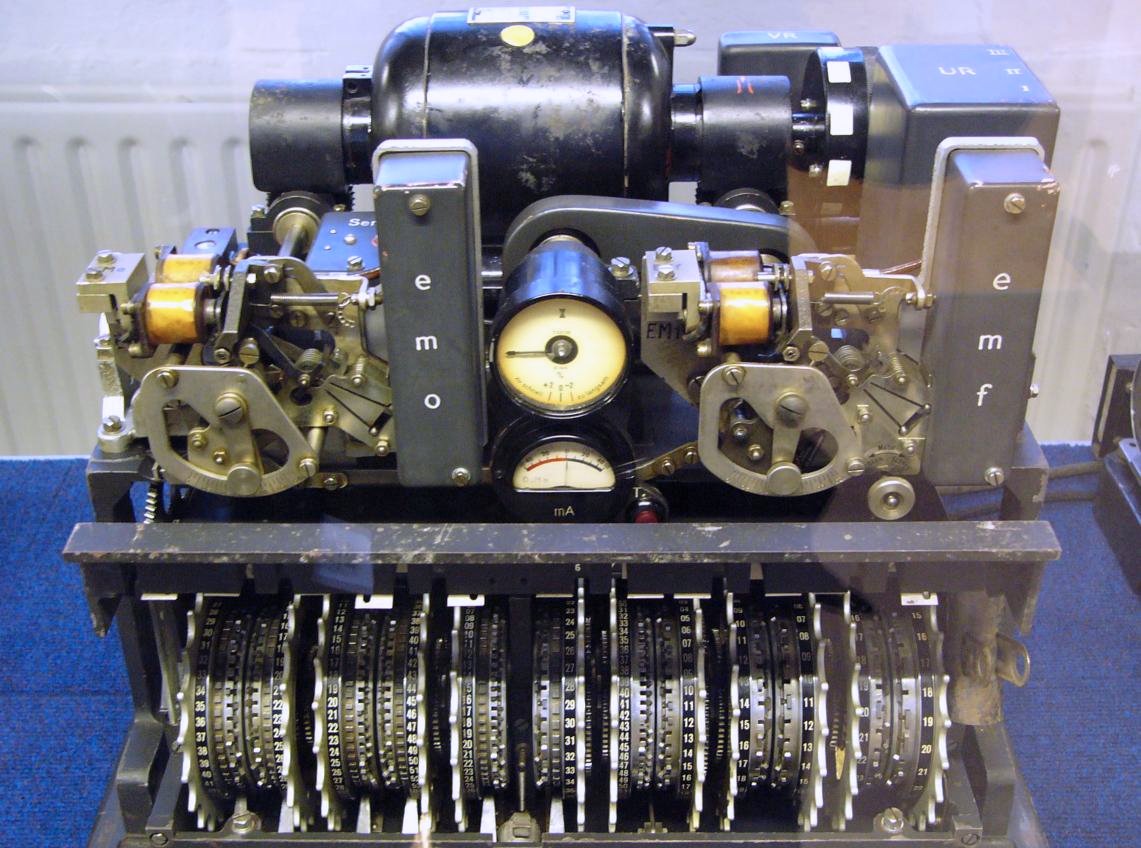
خلال الحرب العالمية الثانية، اُستغلت آلة لورينز لتعمية الاتصالات العسكرية الألمانية ذات الأهمية الإستراتيجية أو التكتيكية العالية.

علم التعمية (بالإنجليزية: Cryptology)‏ هو الدراسة المنهجية لعمليات التعمية وفكها واستخراج المعمى.

## تأثيل الاسم
استعمل العرب هذا المصطلح كناية عن عملية تحويل نص واضح إلى نص غير مفهوم باستعمال طريقة محددة، يستطيع من يفهمها أن يعود ويفهم النص. غير أن في الوقت الحالي كثر استعمال مصطلح التشفير.
التعمية هي الإخفاء، ومنه تعمية الأخبار عن العدو أي إخفاؤها. وجاء في لسان العرب: «وعَمِيَ عليه الأَمْرُ: الْتَبَس؛ ومنه قوله تعالى: فعَمِيَتْ عليهمُ الأَنباء يومئذٍ. والتَّعْمِيَةُ: أَنْ تُعَمِّيَ على الإِنْسانِ شيئاً فتُلَبِّسَه عليه تَلْبِيساً. وفي حديث الهجرة: لأُعَمِّيَنَّ على مَنْ وَرائي، من التَّعْمِية والإِخْفاء والتَّلْبِيسِ، حتى لا يَتبعَكُما أَحدٌ.» وفي معجم الرائد: عمى الكلام تعمية أي أخفاه.
وكان العرب هم أول من درس هذه المادة منهجياً وسموه «علم استخراج المعمى»، ودونوا فيهما مصنفات مستقلة في غاية الأهمية منذ القرن الثالث الهجري. ويبدو أن الخليل بن أحمد الفراهيدي هو أول من كتب في هذا الشأن فقد نسب له الزبيدي في «طبقات النحويين واللغويين» كتاباً في المعمى، وليعقوب بن إسحق الكندي مؤلف شهير هو «رسالة في استخراج المعمى» حققه مجمع اللغة العربية في دمشق».
أما أصل التسمية الإنجليزية هو كلمة إغريقية، وتعني الكتابة السرية، من الكلمة كريبتو "crypto" من "κρυπτός" اليونانية، بمعنى «مخفي، سري»، والكلمة (graphei",(γραφή"، غرافي، وتعني الكتابة، وكلمة كريبتو لوجي تشترك مع سابقتها في لفظة (كربتو)، وكلمة (logy) تعني علم.

## نبذة تاريخية
عُثِر على أول دليل معروف على استخدام التعمية (بشكلٍ ما) في نقشٍ منحوتٍ قرابة عام 1900 قبل الميلاد، في الغرفة الرئيسية لقبر النبيل خنوم حتب الثاني [الإنجليزية]، في مصر. استخدم الكاتب بعض الرموز الهيروغليفية غير العادية هنا وهناك بدلاً من الرموز العادية. لم يكن الغرض إخفاء الرسالة ولكن ربما تغيير شكلها بطريقة تجعلها تبدو نبيلة. على الرغم من أن النقش لم يكن شكلاً من أشكال الكتابة السرية، ولكنه تضمن نوعًا من التحول في النص الأصلي، وهو أقدم نص معروف للقيام بذلك. وقد لوحظ دليل على استخدام التعمية في معظم الحضارات المبكرة الرئيسة في المراسلات الحربية بين وكذلك في الدبلوماسية والتجسس في شكليهما المبكرين. يصف أرته شاستره [الإنجليزية]، وهو عمل كلاسيكي في فن الحكم كتبه كاوتاليا، خدمة التجسس في الهند ويذكر إعطاء المهام للجواسيس في «الكتابة السرية» - يبدو وكأنه نسخة قديمة من جيمس بوند؟ التقديم السريع إلى حوالي 100 قبل الميلاد، كان من المعروف عن يوليوس قيصر استخدام شكل من أشكال التعمية لنقل الرسائل السرية إلى جنرالات جيشه الذين تم نشرهم في جبهة الحرب. ربما تكون هذه التعمية البديلة، المعروفة باسم معمي قيصر، هي التعمية التاريخية الأكثر ذكرًا في الأدب الأكاديمي (المعمي هو خوارزمية تستخدم للتعمية أو فك التعمية). في التعمية بالإبدال، تم استبدال كل حرف من النص الواضح (النص العادي هو الرسالة التي يجب تعميتها) بحرف آخر لتشكيل النص المعمى. كان البديل الذي استخدمه قيصر إزاحة بمقدار 3. غُيّر كل حرف بـ 3 أماكن، لذلك تم استبدال الحرف "A" بـ "D"، و "B" واستبداله بـ "E"، وهكذا. سوف تلتف الشخصيات في النهاية، لذلك سيتم استبدال "X" بـ "A".

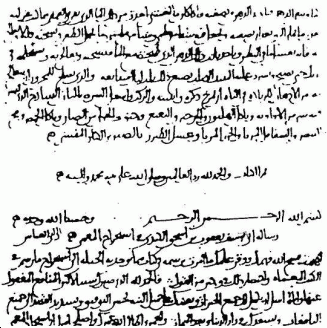
الصفحة الأولى من كتاب «رسالة في استخراج المُعَمّى» تتضمن وصفا لاستخراج المعمى وتحليل التكرار

يعد العلماء المسلمون والعرب أول من اكتشف طرق استخراج المعمَّى وكتبها وتدوينها. تقدمهم في علم الرياضيات أعطاهم الأدوات المساعدة اللازمة لتقدم علم التعمية، من أشهرهم يعقوب بن إسحاق الكندي صاحب كتاب «رسالة الكندي في استخراج المعمى» وابن وحشية النبطي صاحب كتاب شوق المستهام في معرفة رموز الأقلام، المؤلف الذي كشف اللثام عن رموز الهيروغليفية قبل عشرة قرون من كشف شامبليون لها. وكثلك اشتهر ابن دريهم الذي كان لا يشق له غبار في استخراج المعمى فكانت تعطى له الرسالة معماة فما هي إلا أن يراها حتى يحولها في الحين إلى العربية ويقرئها وله قصيدة طويله يشرح فيها مختلف الطرق في تعمية النصوص وكان يحسن قراءة الهيرغليفية من أمثلة استخدام التعمية قديما هو ما ينسب إلى يوليوس قيصر من استعمال ما صار يعرف الآن بخوارزمية روت 13 لتعمية الرسائل المكتوبة باللاتينية التي يتبادلها مع قواده العسكريين، وهو أسلوب تعمية يُستبدل فيه بكل حرفٍ الحرفُ الذي يليه بثلاثة عشر موقعا في ترتيب الأبجدية اللاتينية، مع افتراض أن آخر حرف في الأبجدية يسبق الأول في حلقة متصلة.
من السهل أن نرى أن خوازرميات التعمية هذه تعتمد على سرية النظام وليس على مفتاح التعمية، أي بمجرد معرفة النظام، يمكن فك تعمية هذه الرسائل بسهولة. في الواقع، يمكن كسر التعمية بالاستبدال اعتماداً تردد الحروف في اللغة.

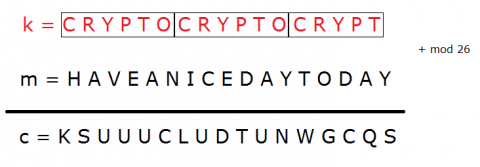

خلال القرن السادس عشر، صمم Vigenere نظاماً للتعمية يفترض أنه أول نظام يستخدم مفتاح تعمية. في أحد الخوارزميات، كُرّر مفتاح التعمية عدة مرات عبر الرسالة بأكملها، ثم أُنتِج النص المعمى عن طريق إضافة حرف الرسالة مع الحرف الأصل modulo 26. (Modulo ، أو mod ، هو تعبير رياضي يمكنك فيه احسب ما تبقى من القسمة عندما يُقسم رقم واحد على آخر.) كما هو الحال مع خورازمية قيصر للتعمية، يمكن أيضًت استخراج معمى Vigenere بسهولة؛ ومع ذلك، سلطت تعمية Vigenere الضوء على إدخال مفاتيح التعمية، مع أنهانُفّذت بشكل سيئ. بمقارنة هذا مع خورازمية قيصر للتعمية، تعتمد سرية الرسالة على سرية مفتاح التعمية، بدلاً من سرية النظام.
في بداية القرن التاسع عشر عندما أصبح كل شيء كهربائيًا، صمم هيبيرن موانع كهروميكانيكية والتي كانت تسمى آلة الدوار Hebern. ويستخدم دوارًا واحدًا، يُضمّن فيه المفتاح السري في قرص دوار. قام المفتاح بترميز جدول استبدال وكل ضغط مفتاح من لوحة المفاتيح نتج عنه إخراج نص مُعمَّى. يؤدي هذا أيضًا إلى تدوير القرص بمقدار درجة واحدة ثم يُستخدم جدول مختلف لحرف النص العادي التالي. كُسِر هذا مرة أخرى باستخدام ترددات الحروف.